# Martin Müller (voetballer)
Martin Müller (6 november 1970) is een voormalige Tsjechisch voetballer.

## Carrière
Martin Müller speelde tussen 1993 en 2008 voor FC Union Cheb, FC Petra Drnovice, Slavia Praag, FK Chmel Blšany, Vissel Kobe en FC Viktoria Pilsen. Hij tekende in 2008 bij 1. FK Příbram.